# 천막

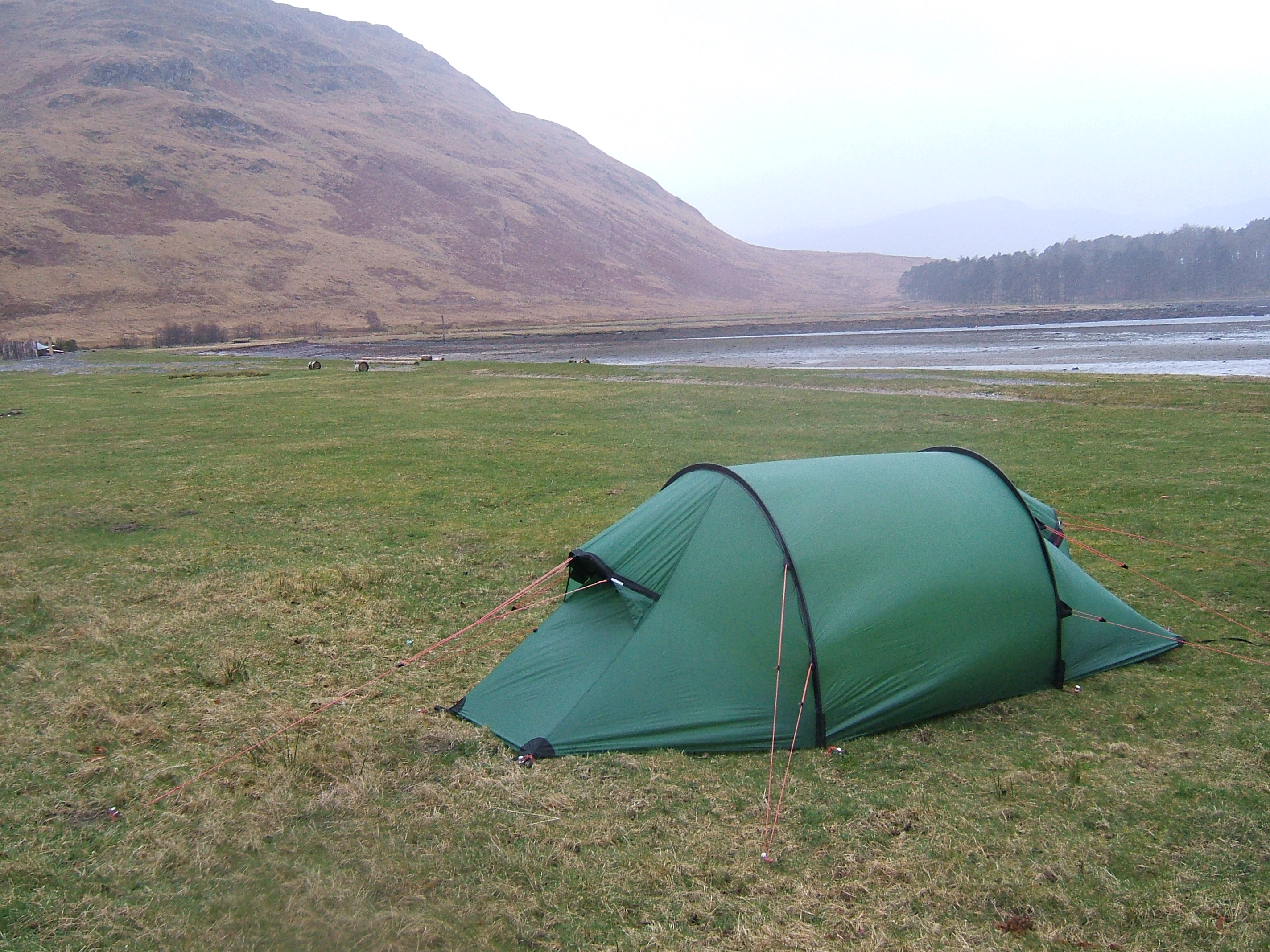
텐트

천막(天幕) 또는 텐트(영어: tent)는 나무나 금속 뼈대와 천으로 거주할 만한 공간을 만드는 도구이다. 그 역사가 길어 구약성서의 출애굽기 등에서도 의식이나 거주를 위해 천막을 사용한다는 묘사를 볼 수 있다.

## 레저용 텐트

### 등산용

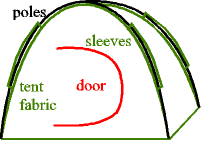
돔(Dome)형 텐트

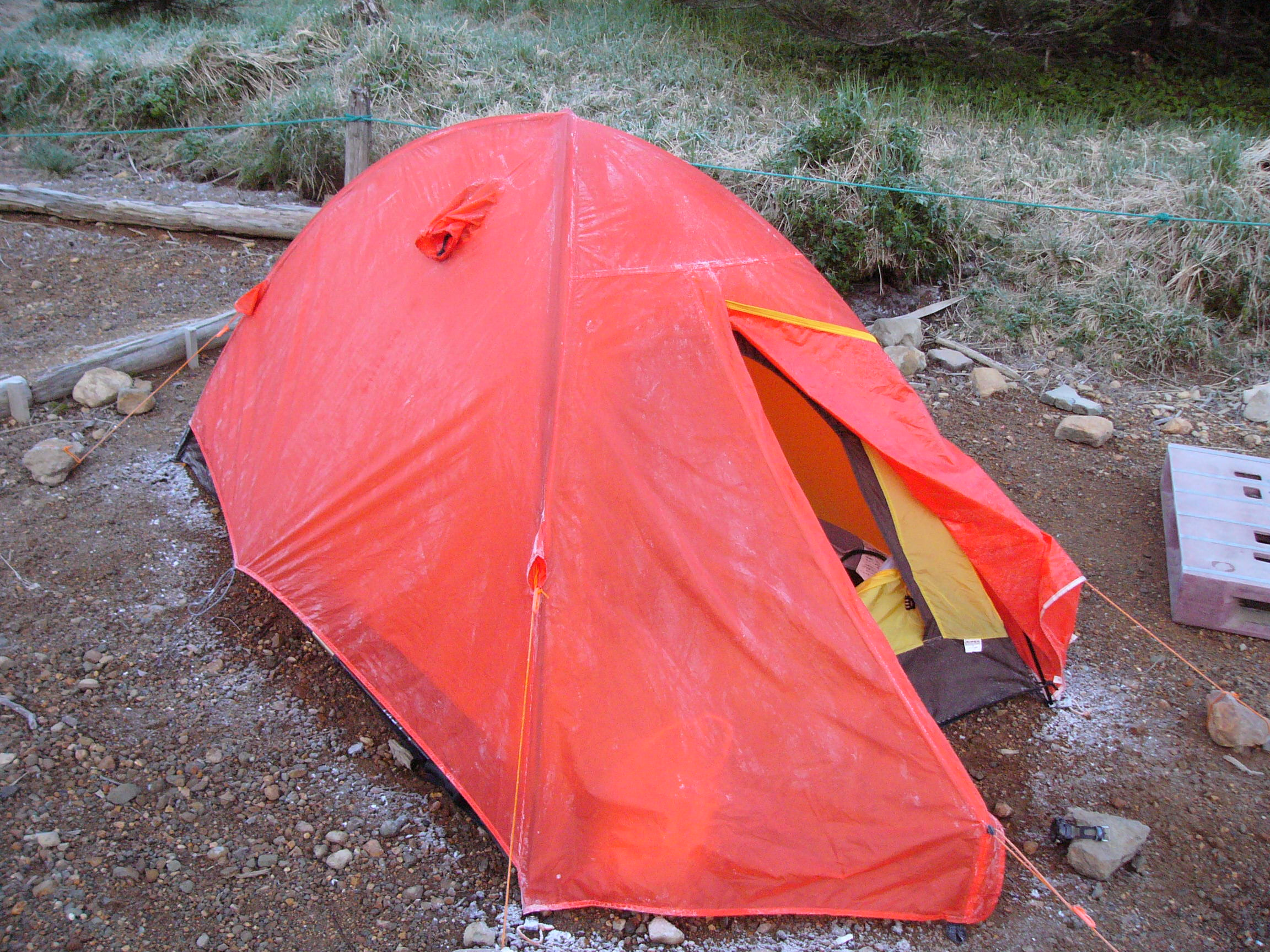
등산용 2인용 플라이 시트를 사용

등산은 텐트를 포함한 모든 짐을 짊어 지고 움직이므로 가볍고 간편한 것을 추구한다. 그렇기 때문에 뒤에 언급되는 다른 텐트에 비해 거주성(居住性)이 떨어진다.
기본적인 형상
요즘은 2개의 폴(pole)을 교차시켜 그 장력으로 세우는 돔형이 주류를 이룬다. 같은 돔형에서도 메이커에 의해 여러 가지 방법에 대한 연구가 이루어지고 있다. 이전에는 삼각기둥을 눕힌 형태의 텐트(A형 텐트)나 그것을 개량한 집(家)형(롯지형) 텐트가 주류였지만, 설치하는 시간·공간·강도의 측면에서 돔형에 뒤떨어지기 때문에 비중이 낮아졌다. 하지만 지금도 캠프장의 상설 텐트 등으로 사용되고 있다.
텐트의 시트가 방수성을 갖추고 있어도, 그것만으로는 이슬이나 사람의 호흡 등에 의해서 내부에 습기가 생기기 때문에, 현재는 플라이 시트와 이너 시트('이너 텐트'라고도 불린다.)의 이중구조로 만들어 틈새를 통해 이 문제를 해결하고 있는 것이 대부분이다. 플라이 시트에는 방수성이 높은 것을, 이너 시트에는 저면 이외에 환기성이 있는 소재가 사용되는 것이 많다. 최근에는 고어텍스라고 불리는 투습 방수성 필름을 사용한 천으로 본체를 만들어 플라이 시트가 없는 텐트도 있다.
기본적으로는 이너 시트의 네 귀퉁이에 있는 구멍에 교차시킨 2개의 폴을 넣어서, 장력을 이용해 폴을 세운다. 이 때 '슬리브식'이라 불리는 이너 시트에 폴이 들어갈 구멍이 있는 것은 미리 이너 시트에 폴을 통한 뒤에 폴을 자립시킨다. '매달기식'이라 불리는 것은 폴을 세운 뒤에 이너 시트에 붙은 고리를 폴에 걸어 이너 시트를 세운다. 그런 뒤에 플라이 시트를 덮고, 텐트에서 꺼낸 끈을 지면에 고정한 페그나 쐐기 등에 고정한다.
인원수에 따라 나누면 1~2인용, 4~5인용, 10인용 이렇게 대·중·소 3개로 크게 나누어 지지만 종류는 꽤 풍부하다. 다만 8인 이상이 들어가는 타입은 대규모 등산의 베이스 캠프 용도이며, 공간이 제법 필요하므로 일반적인 등산에는 부적합하다. 크기가 커지는 만큼 바람이나 눈에 약하고, 날아가 버렸을 때의 위험을 분산시키기 위해 등산에서는10명이 넘어가도 4~6인용의 것을 여러개 사용한다.
등산 이외에도 가볍다는 장점 때문에 노숙을 수반한 도보 여행, 자전거·오토바이 여행에도 자주 사용된다. 무게가 다소 무거워져도 거주성이나 가격을 중시하는 여행객들을 위한 모델을 출품하는 메이커도 있다.
사용시기에 따라 3시즌(봄, 여름, 가을)용과 동계용으로 나뉜다.
비상시나 야영 등에 사용되는 '쉘터'라 불리는 소형 경량 텐트도 있다.
대표적인 등산용 텐트 (괄호는 메이커명)
- 에어라이즈 (아라이텐트)
- 알파인 돔 (몬벨)
- VL (프로몬테)
- 메스너 (닙핀)
- 퓨전 (MSR)

### 오토캠프용
자동차로 운반을 하기 때문에 등산용과는 달리 무게는 그다지 중시되지 않고, 등산용에 비해 1인의 공간이 꽤 크게 계산된다. 거주성이나 캠프에 익숙하지 않은 사람이라도 설치할 수 있는가가 중시된다. 돔형이 거의 100%의 등산 텐트와 달라 돔형, A형, 집(家)형 등 여러 가지 형상이 있다. 타프나 투 버너 등으로 조합해 텐트 사이트를 형성하는 것이 전제가 된다. 안에는 여름철을 위해 메쉬 타입의 모기장에 가까운 것이나 복수의 방이 합쳐진 것도 있다.
등산 용품점, 홈 센터, 백화점 등 여러 군데서 팔리고 있지만 가격·품질에 꽤 격차가 있다.
대표적인 오토캠프용 텐트 (괄호는 메이커명)
- 어메니티 돔 (스노피크)
- 미네르바DX (오가와 텐트)
- B.C.돔 (콜 맨）

### 레저용 텐트의 용구
- 페그
- 핀
- 플라이 시트
- 폴

## 가설 텐트
땅에 고정되어 있지 않은 레저용 이외의 텐트

### 파이프 텐트
다양한 크기와 형태가 있지만, 삼각 지붕과 6개의 다리로 구성되어 있는 2×3 텐트가 일반적이다. 집(家)형의 텐트에서, 파이프의 조립식의 뼈대에 캔버스지의 지붕을 친 것 등이 있는데, 안에 사람이 서서 활동하는 데 필요한 높이는 된다. 거주용은 아니고 행사 등에서 비나 햇빛을 가리기 위한 것이다. 사용 목적에 따라 옆쪽에도 막을 쳐 이용하기도 한다. 구조상 강풍에는 약하다. 돌풍에 의해 날아가는 것과 같은 사고를 막기 위해서 다리에 누름돌을 붙이거나 로프와 말뚝을 사용하는 등 고정할 만한 것이 필요하다. 일본에서는 학교나 반상회를 시작으로 하는 집회·운동회 등 옥외 이벤트의 본부용·구호용 텐트등으로 해서 이용되어 볼 기회가 많다.

### 유목이나 수렵을 위한 간이 주거
건조 지대나 사막 각지를 순회하는 유목민 등은 간단하게 설치하고 해체할 수 있는 천막 주거를 이용한다. 파오 또는 겔로 불리는 것이 대표적이다.
그 외 수렵 민족에게도 긴 시간 이동하거나 혹서를 피하기 위해 통풍이 잘 되는 간이 주거형태로 여름철만 천막 주거를 이용하기도 한다. 이러한 주거 형태는 안에서 불을 피울 수 있기 때문에 보통 우리가 생각하는 텐트와는 거리가 있다.
- 겔 (가옥)（몽골）
- 티피（인디언）
- 야란가（츄크치）
- 이글루（카라릿트）

### 그 외 용도
전쟁시 군대의 거주용, 재해시 피난 시설로서의 가설 주택, 난민 캠프 등지에서 지원차 설치되는 텐트 등 그 용도는 군사용부터 일반용까지 여러 가지이다. 그중에는 자연 보호구역에 있는 호텔이나 자재의 운반이 곤란한 장소에 세우는 리조트 호텔 등 오두막에 한정되지 않고 전체가 대형의 가설 텐트로 만들어져 있는 것도 있다.

## 가설 건축으로서의 텐트
가설 건축은 지면에 접합되어 있지만 건축 구조체는 항구적인 사용은 아니라는 조건 아래 주요 구조부나 지붕 등에 대해 방화 성능이나 강도에 있어 기준이 일정하게 낮게 인정되는 건축물이나 공작물을 가리킨다. 방화 성능 기준을 만족 시키는 텐트(막식 지붕재)도 제조되고 있어, 일반 주거용 건축물 지붕에도 사용되고 있다. 또 차양 부분은 규정 범위 외의 부분도 있으므로 상업적 건축의 개구부의 차양이나 주택 현관의 차양 등에도 텐트가 사용되고 있다.

### 용도
짐을 다루는 곳이나 상가의 아케이드 통로 등에서 사용된다. 기본적으로 한 번 설치하면 해체하지 않는다. 설치 및 철거에는 토목공사가 필요하다. 그래서 뼈대는 꽤 튼튼하고, 천도 매우 두꺼운 비닐이나 범포제가 사용된다. 크기는 수십 미터가 되는 경우도 있어, 수개월 마다 각지를 순회하는 서커스 오두막도 여기에 포함된다.

### 구조
건축학에 있어서, 막구조건축의 일종이다. 독일의 구조가 프라이 오토(Frei Otto)에 의해 확립되어, 뮌헨 올림픽 공원의 텐트에서 훌륭한 건축 구조로 알려졌다. 기둥(柱)·들보(梁)가 필요하지 않은 구조이며, 경량·저비용으로 큰 공간을 구성할 수 있는 하는 이점이 있다. 덧붙여 철골조 등으로 벽을 만들어 그 위에 막구조의 지붕을 걸쳐 놓는 방법도 있다. 일본의 텐트 메이커로서 「텐팔」이 유명하다.

## 같이 보기
- 실내 텐트 (indoor tent)
- 침낭
- 캠핑
- 해먹
- 겹쳐입기